# Vicent Moreno i Baixauli
Vicent Moreno i Baixauli (Massanassa, l'Horta Sud, 1957) és un docent i activista valencià.
Llicenciat en Geografia i Història, ha estat assessor del Servei d'ensenyaments en valencià de la Conselleria d'Educació de la Generalitat Valenciana durant els anys 1993 i 1996. Ha estat coautor del 'projecte d'Acord', un material d'ensenyament del valencià per als nouvinguts, i ha impartit cursos i seminaris de formació per al professorat del primer cicle de primària sobre l'ús vehicular de les llengües. Impulsor del valencià, ha presidit el 'Guaix', la Coordinadora d'Escola Valenciana a l'Horta Sud, i ha coordinat el programa Voluntariat pel Valencià i ha estat membre de la Junta Directiva de l'entitat.
L'any 2010 fou escollit com a president de Escola Valenciana, substituint a Diego Gómez al capdavant de l'entitat. El 2015 fou renovat en el seu càrrec fins al 2018, en que fou substituït per Natxo Badenes.